# Paracycnotrachelus nigrigenibus
Paracycnotrachelus nigrigenibus là một loài bọ cánh cứng trong họ Attelabidae. Loài này được Marshall miêu tả khoa học năm 1948.